# Helmut Glück
Helmut Glück (ur. 23 lipca 1949 w Stuttgarcie) – niemiecki językoznawca. Jego działalność naukowa koncentruje się na dziejach niemczyzny jako języka obcego.
Studiował slawistykę, germanistykę i nordystykę w Tybindze i Bochum. Pracował na uczelniach w Osnabrücku, Oldenburgu, Hanowerze, Kairze i Siegen. Doktoryzował się w 1978 r., a w 1984 r. uzyskał habilitację. W latach 1991–2015 piastował stanowisko profesora na Uniwersytecie Ottona i Fryderyka w Bambergu.

## Wybrana twórczość
- Gegenwartsdeutsch (współautorstwo, 1990)
- Deutsch als Fremdsprache in Europa vom Mittelalter bis zur Barockzeit (2002)
- Deutschlernen in Russland und in den baltischen Ländern vom 17. Jahrhundert bis 1941 (współautorstwo, 2009)
- Die Fremdsprache Deutsch im Zeitalter der Aufklärung, der Klassik und der Romantik. Grundzüge der deutschen Sprachgeschichte in Europa (2013)